# Neus Ballús i Montserrat

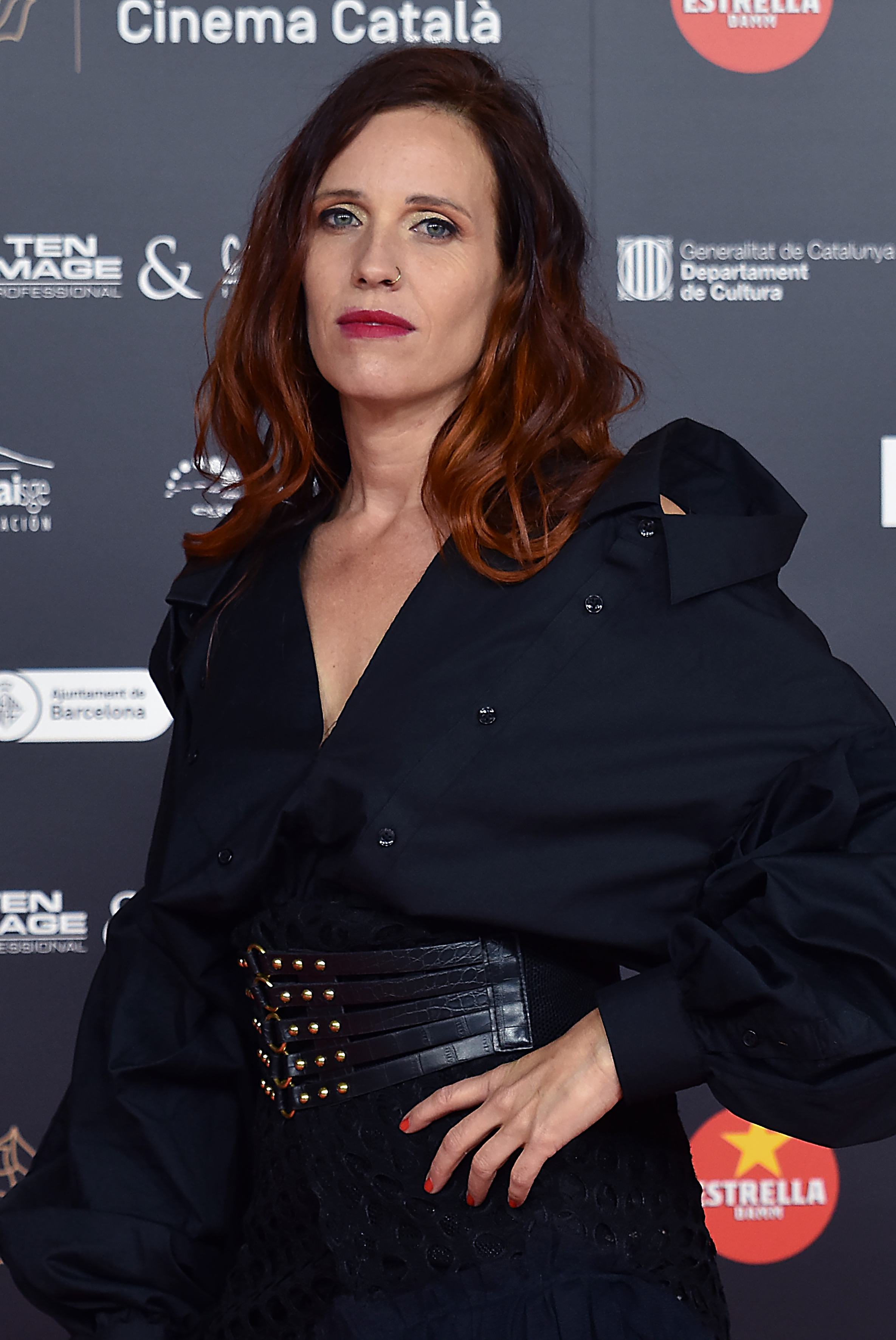

Neus Ballús i Montserrat (Mollet del Vallès, Vallès Oriental, 20 februari 1980) is een Catalaanse filmregisseur, scenarioschrijver, editor en audiovisueel producent.
Ze  studeerde Audiovisuele Communicatie aan de Universiteit Pompeu Fabra (Barcelona), waar ze ook een Master in Documentaire Maken behaalde. In 2011 werd ze geselecteerd om deel te nemen aan de Berlinale Talent Campus, hetgeen het begin van een succesvolle carrière inluidde.
Naast haar werk als onafhankelijk filmmaker geeft Ballús regelmatig seminars, cursussen en masterclasses op universiteiten, filmopleidingen, culturele instellingen en in musea.
Samen met scenarioschrijver en producer Pau Subirós richtte zij het productiehuis El Kinògraf op.

## Films
Vanaf haar eerste werken speelt Ballús met diverse filmgenres en maakt vaak een mix van documentaire en fictie. Hierbij is ze steeds op zoek naar nieuwe uitdrukkingsvormen met gebruikmaking van experimentele technieken. Haar thema's behandelen actuele onderwerpen, zoals racisme, gender, postkolonialisme en sociale ongelijkheid.
Neus Ballús begon haar loopbaan met korte films, zoals L'avi de la càmera (De grootvader met de filmcamera) (2005) en Immersió (Onderdompeling) (2009). Voor de laatste film, geheel onder water opgenomen in een zwembad, kreeg ze onder andere de prijs voor de beste film op het Alcine Festival 2010.
Haar eerste lange film was La plaga (De plaag) (2013), waarin verhalen van verschillende bewoners van een buitenwijk van Barcelona bij elkaar komen. De hoofdrolspelers zijn geen professionele acteurs, maar spelen zichzelf nadat zij vier jaar intensief met de regisseur hebben samengewerkt. Het levert een levendig portret op van de onzekerheid en opstandigheid die Spanje karakteriseerde in de toen heersende crisis. De film won de prijs voor de beste debuutfilm op de Berlinale 2013 en vier prijzen bij de Premis Gaudí 2014.
In haar tweede film El viatge de Marta (Staff Only)(Marta's reis) gaat de 17-jarige Marta met haar vader en broer op kerstvakantie naar Senegal. Ze wordt nogal kort gehouden door haar vader, maar wanneer Marta in het hotel de deur Staff Only open doet, gaat er een hele nieuwe wereld voor haar open met alle gevolgen van dien.
In augustus 2021 ging Sis dies corrents (Zes gewone dagen) in première op het Locarno International Film Festival, ook een film die het midden houdt tussen documentaire en fictie met niet-professionele acteurs die zichzelf spelen. De film volgt een week lang de werkzaamheden van een team van drie loodgieters. Een nieuwe Marokkaanse kracht Moha moet in deze proeftijd laten zien dat hij geschikt is voor het werk. Collega Pep twijfelt eraan of Mohba en de vaak excentrieke klanten elkaar accepteren. Het resultaat is een geëngageerde en soms surrealistische film over vooroordelen en vriendschappen. Het werk werd beloond met meerdere prijzen, zoals vijf Premis Gaudi 2022, onder andere voor de beste film, de beste regie en de beste mannelijke hoofdrol.

## Filmografie
- L'avi de la càmera (2005), korte film
- Immersió (2009), korte film
- La plaga (2013)
- El viatge de Marta (Staff Only) (2019)
- Sis dies corrents (2021)